# Kiriakoffalia costimacula
Kiriakoffalia costimacula is een vlinder uit de familie spinneruilen (Erebidae), onderfamilie beervlinders (Arctiinae). De wetenschappelijke naam van de soort is voor het eerst geldig gepubliceerd in 1924 door Joicey & Talbot.
Deze nachtvlinder komt voor in tropisch Afrika.